# Сражение при Грохове
Сражение при Грохове — крупное сражение между русскими и польскими войсками, состоявшееся возле деревни Грохов 13 (25) февраля 1831 года. 
Упорное и кровопролитное сражение между русской армией (72 тыс.), предводимой фельдмаршалом графом И. И. Дибичем-Забалканским, и польскими войсками (56 тыс.) под начальством князя Радзивилла.

## Ход сражения

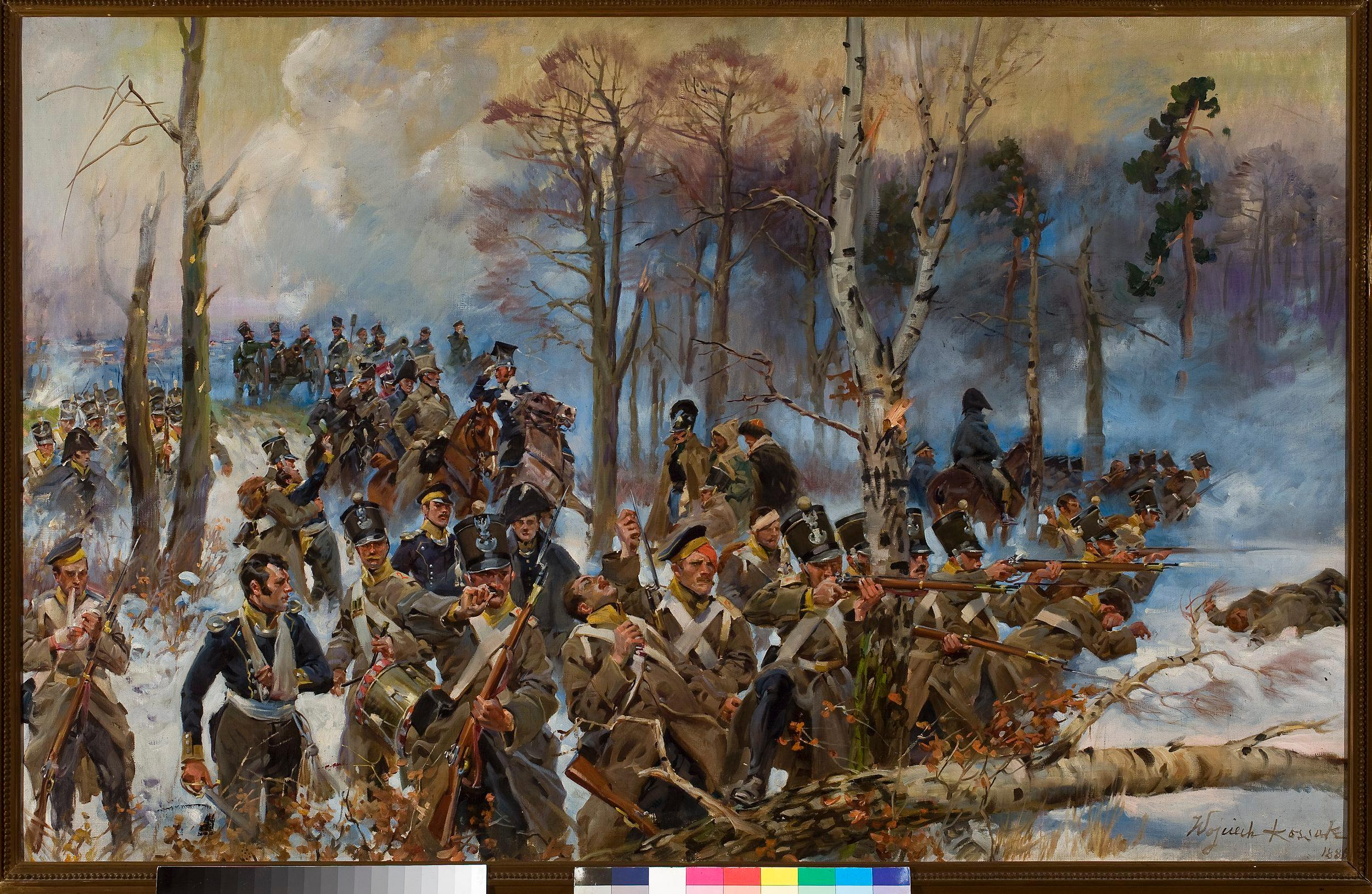
Сражение при Горохове. Худ. Войцех Коссак (1931)

После ряда крупных стычек в начале февраля польская армия отступила на Гроховскую позицию, непосредственно прикрывавшую Варшаву.
8 февраля 25-я дивизия VI русского корпуса атаковала Гроховскую позицию, но была отбита, потеряв 1620 человек.
Дибич предполагал атаковать поляков только 14-го числа и, направив главный удар на слабейший пункт их позиции — левое крыло, отбросить противников от моста через Вислу, их единственного пути отступления. Но утром 13-го числа услышана была канонада со стороны селения Белоленки, около Ковенского шоссе, по которому наступал отдельный русский отряд (Гренадерский корпус в 12000 человек) под начальством князя И. Л. Шаховского. Опасаясь, чтобы поляки не обрушились на этот отряд превосходящими силами и не уничтожили его, Дибич, не успевший сосредоточить силы в намеченном направлении, решился безотлагательно атаковать неприятеля с фронта. Так завязалось Гроховское сражение — самое кровопролитное за все войны русских с поляками.

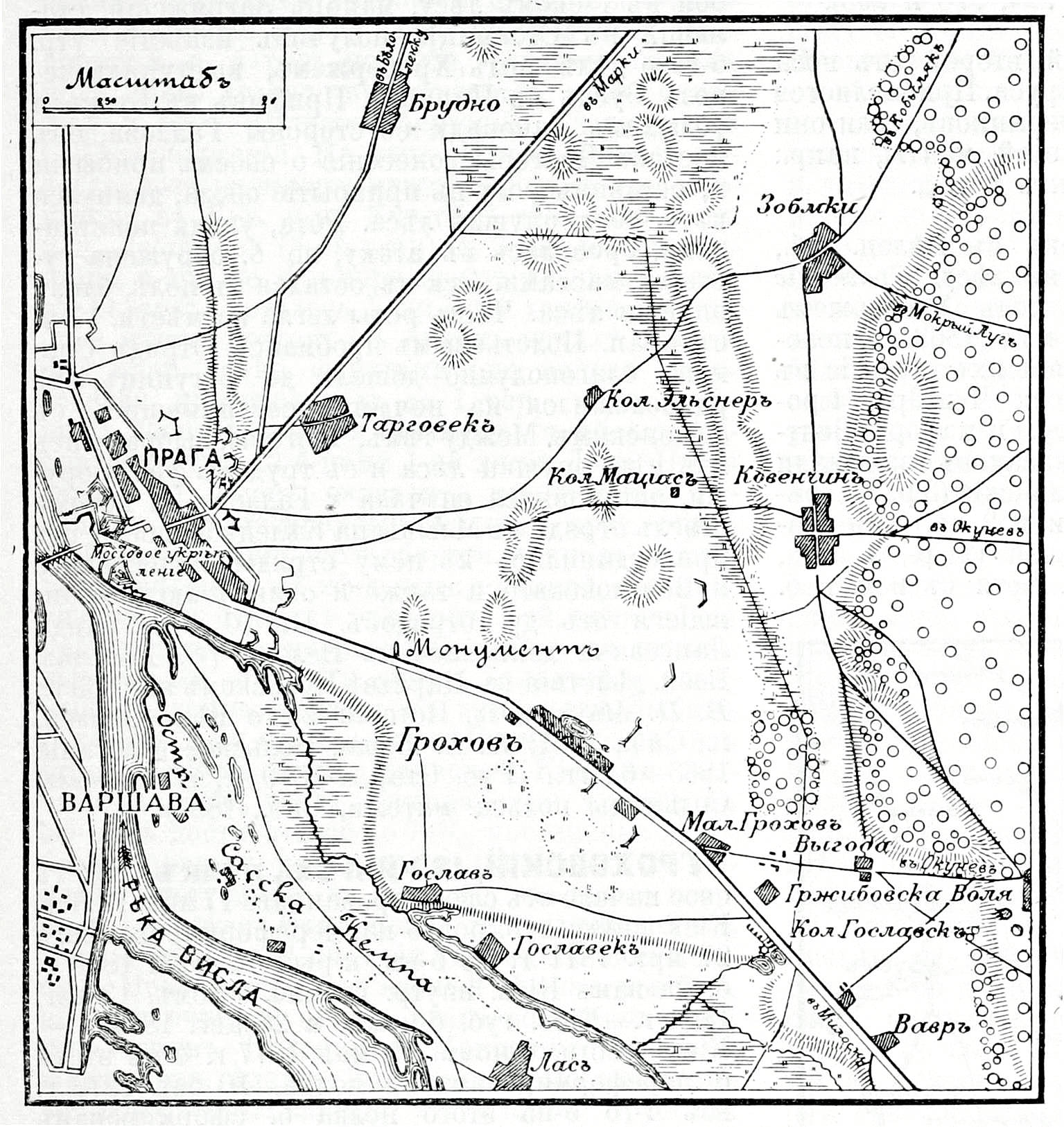
Театр военных действий
Рисунок из статьи «Грохов»
(«Военная энциклопедия Сытина»)

За отсутствием общих предварительных распоряжений фронтальная атака эта велась без должной связи, да и по самым условиям местности (многочисленные речки, канавы с водой, ямы и болота) сопряжена была для русских с большими затруднениями. Особенно упорный бой шёл за обладание тактическим ключом — находившейся в центре неприятельской позиции ольховой рощей. Три атаки, веденные длинными линиями до 20 батальонов, были отражены, и советник Радзивилла Хлопицкий лично водил войска в яростные контратаки. Рощей русские овладели лишь после четвёртой атаки, когда сам фельдмаршал повел в бой 3-ю гренадерскую дивизию. Затем Дибич решил нанести окончательный удар кавалерией. Но её натиск не принёс решительного успеха из-за стойкой обороны польских частей, сложной для действий конницы местности (речки, канавы, ямы) и разрозненности в действиях кавалерийских начальников.
Потери русских составили 9400 человек, поляки лишились 12 000 человек и трёх орудий.
Бой длился до самого вечера, когда, наконец, польские войска, совершенно расстроенные, стали отступать в предмостное укрепление Прагу, а оттуда в полном беспорядке потянулись через мост в Варшаву. По другой версии событий, польское войско отошло к Варшаве организованно.
Отступившие поляки прикрылись линией Вислы и сильными укреплениями Праги. Русская же армия оплатила свой тактический успех при Грохове серьёзными потерями и растратой почти всего боезапаса. Она не имела для штурма Варшавы необходимых резервов и осадной артиллерии. Не была устроена и продовольственная часть — поход вёлся налегке. В этой ситуации Дибич не рискнул штурмовать польскую столицу и отступил к своим базам снабжения.
Тем самым войну не удалось окончить одним ударом.

## Память о сражении
На месте сражения по распоряжению Николая I был установлен памятник. Он представлял собой восьмигранную чугунную пирамиду, увенчаную чешуйчатой церковной главкой с крестом, установленной на восьмигранной призме. Памятник был разрушен поляками в начале 1920-х годов.